# Нільтава чорногорла
Нільтава чорногорла (Niltava davidi) — вид горобцеподібних птахів родини мухоловкових (Muscicapidae). Мешкає в Південному Китаї та Індокитаї. Вид названий на честь французького місіонера і зоолога Армана Давида.

## Поширення і екологія
Чорногорлі нільтави поширені в Китаї, Таїланді, В'єтнамі, Лаосі і Камбоджі. Вони живуть в тропічних лісах, парках і садах. Зустрічаються на висоті до 1700 м над рівнем моря.